# Shiva

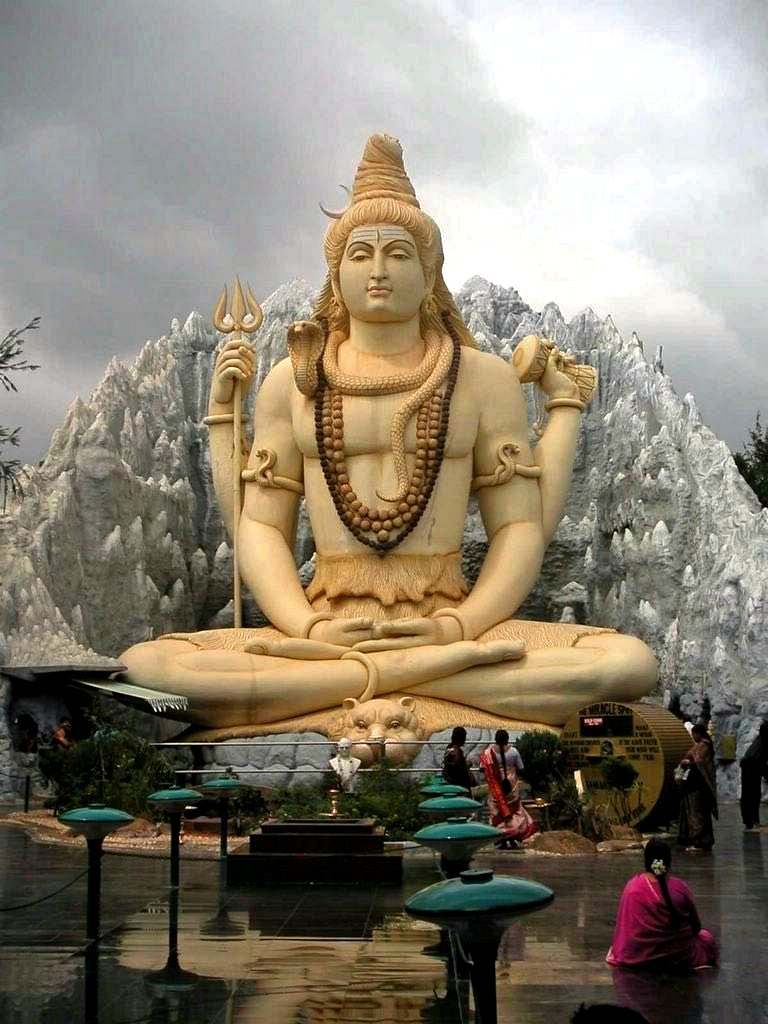
Estatua de Shiva en Bangalore.

Shiva (en sánscrito: शिव, romanizado: Śiva, lit. '«El auspicioso»' AITS: Śiva [ɕɪʋɐ]ⓘ, Mahadeva en sánscrito: महादेव, lit. 'el Gran Dios', AITS: Mahādevaḥ [mɐɦaːd̪eːʋɐh]  o Hara) es una de las deidades principales del hinduismo. Es el Ser Supremo del shivaísmo, una de las principales tradiciones dentro del hinduismo.
Shiva es conocido como «El Destructor» dentro de la trimurti (trinidad hinduista), en la que representa el papel del dios destructor del universo y posteriormente lo renueva, con Brahmá (Dios creador) y Vishnu (Dios preservador). En la tradición shivaita, Shiva es el Señor Supremo que crea, protege y transforma el universo. En la tradición Shakta, centrada en deidades femeninas, la Diosa Suprema (Devi) es considerada la energía y poder creativo (Shakti) y la pareja igual y complementaria de Shiva. Shiva es una de las cinco deidades equivalentes en el puja Panchayatana de la tradición Smarta del hinduismo.
Shiva tiene muchos aspectos, tanto benévolos como temibles. En sus aspectos benévolos, se le representa como un yogui omnisciente que lleva una vida ascética en el monte Kailash, así como cabeza de familia con su esposa Parvati y sus tres hijos, Ganesha, Karttikeya y Ashokasundari. En su faceta más feroz, se le suele representar matando demonios. Shiva también es conocido como Adiyogi Shiva, considerado el dios patrón del yoga, la meditación y las artes.
Los atributos iconográficos de Shiva son la serpiente alrededor de su cuello, la media luna que lo adorna, el río sagrado Ganges que fluye de su pelo enmarañado, el tercer ojo en la frente (el ojo que convierte en cenizas todo lo que tiene delante cuando se abre), el trishula o tridente como arma y el tambor damaru. Suele venerársele en la forma anicónica de lingam.
Shiva tiene raíces pre-védicas, y su figura evolucionó como una amalgama de varias deidades védicas y no védicas más antiguas, entre ellas el dios rigvédico de las tormentas Rudra, que también puede tener orígenes no védicos, en una única deidad principal. Shiva es una deidad panhindú, ampliamente venerada por hindúes en la India, Nepal, Sri Lanka e Indonesia (especialmente en Java y Bali).

## Nombre

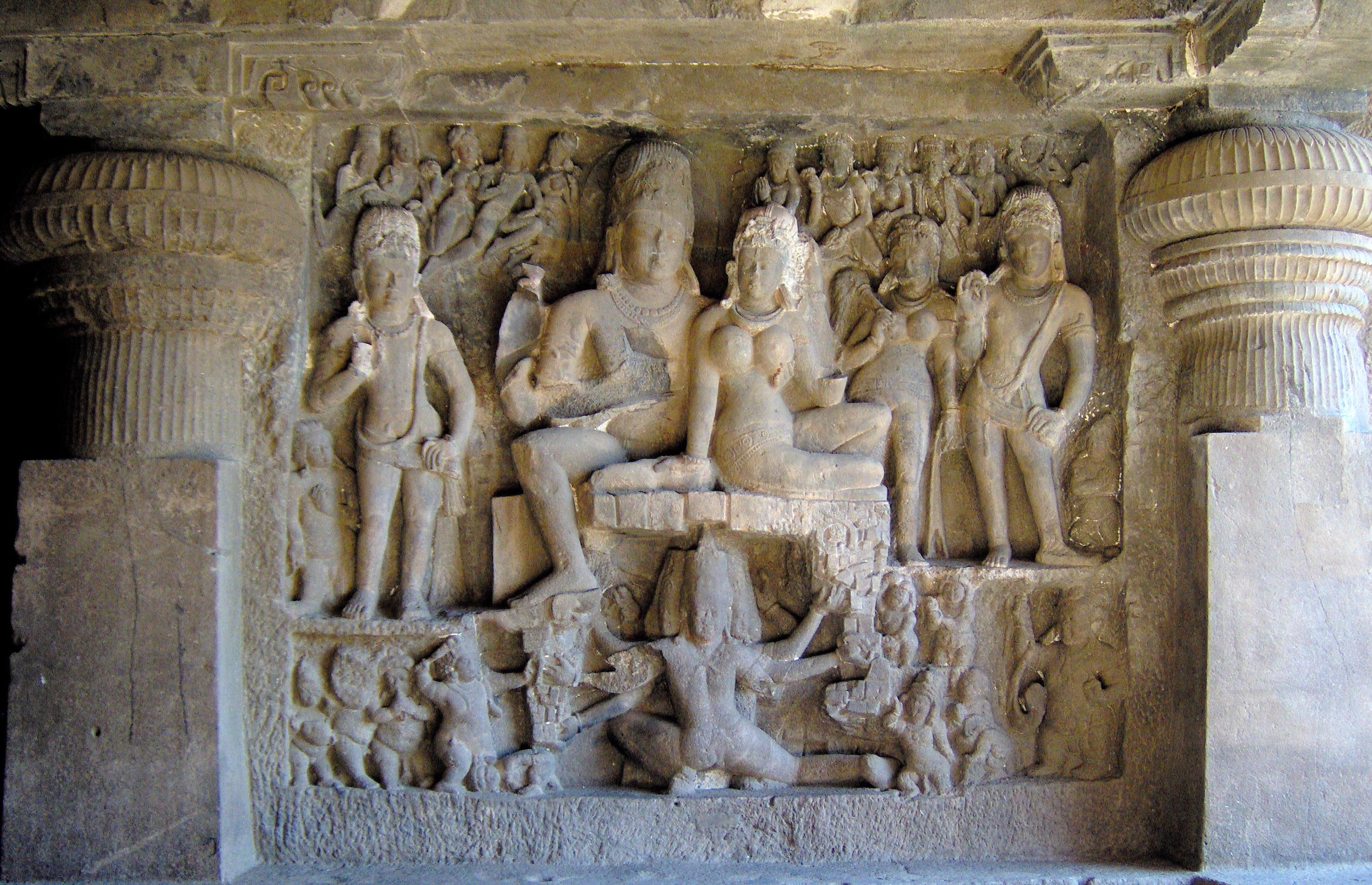
Un bajorrelieve en Ellora (caverna 29, llamada Dhumar Lena) muestra al dios Shiva y a la diosa Parvati rodeados por sus ganas (huestes), mientras el demonio Ravana (debajo) trata de sacudir el monte Kailash (foto personal de un wikipedista).

- śiva, en el sistema del AITS (alfabeto internacional de transliteración sánscrita).[21]
- शिवः (caso nominativo singular), en escritura devanagari del sánscrito.[21]
- Pronunciación en sánscrito clásico:
  - [ɕivá], según el AFI (alfabeto fonético internacional)[cita requerida]
  - [shivá] en letras romanas[21]
- Pronunciación en prácrito:
  - [ɕíva] o [ɕív], según el AFI (alfabeto fonético internacional)[cita requerida]
  - [shíva] o [shív] en letras romanas
- Etimología: auspicioso, propicio, amable, tierno, benigno, benevolente, amistoso.[21]
  - En el Rigveda (el texto más antiguo de la India, de mediados del II milenio a. C.) no existía el personaje Shiva. La palabra shivam se utilizaba solo como adjetivo (‘amablemente, tiernamente’)[21]

## Descripción

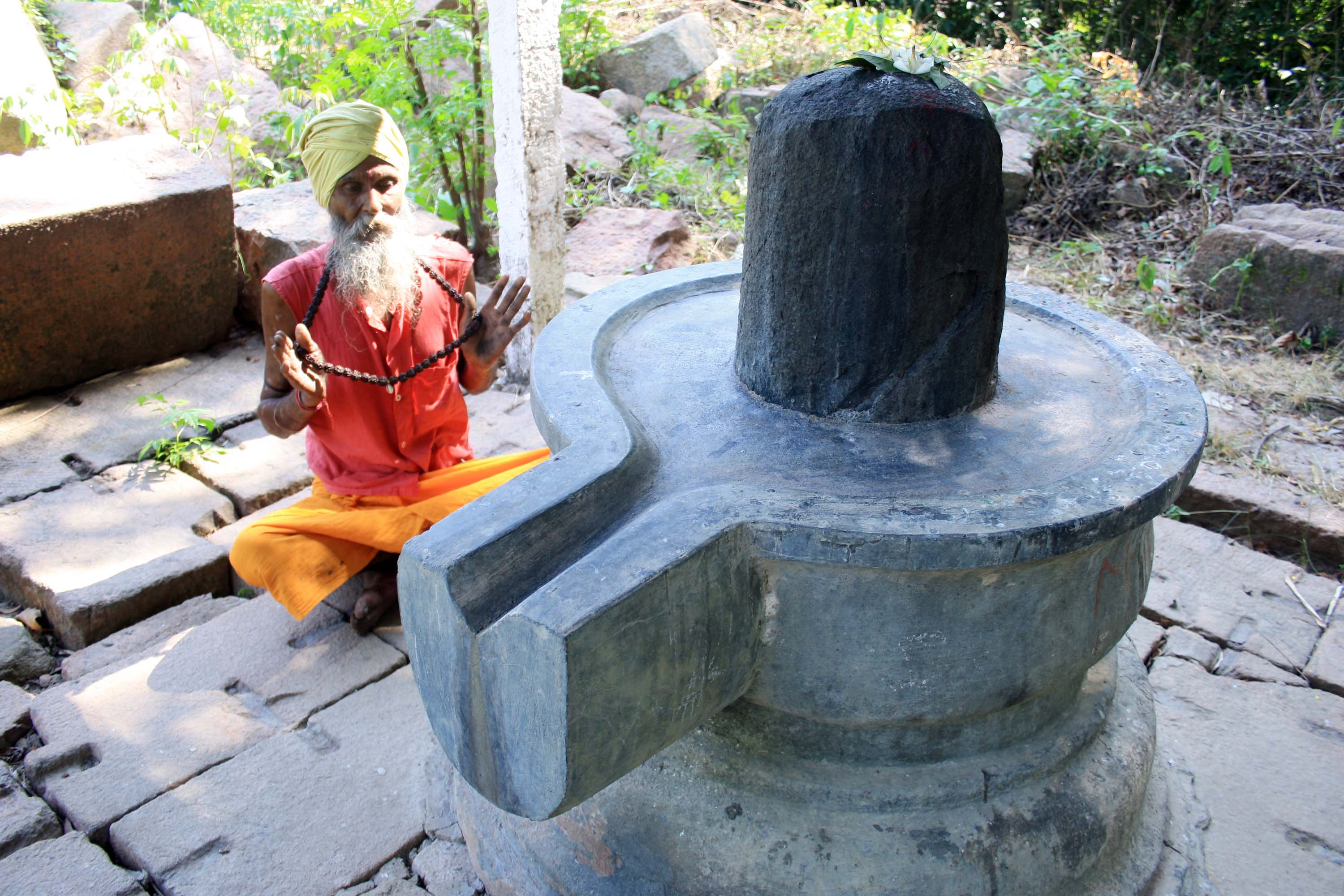
Lingam fálico representando a Shiva en Rajbari.

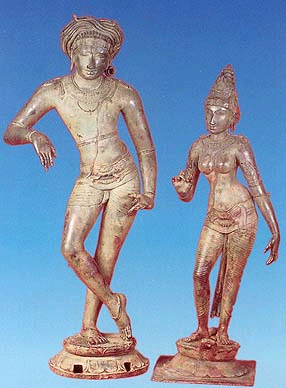
El dios Shiva y la diosa Parvati, bronce de la era chola del 1100 d. C.

Usualmente, Shiva es venerado en la forma anicónica de lingam (‘falo’).
Se le describe como un yogui omnisciente que vive una vida ascética en el monte Kailash, y también se le representa como a un dueño de un hogar con su esposa Parvati, y dos hijos, Ganesha y Kartikeia. Shiva tiene muchas formas benevolentes así como también otras de temer. A menudo se lo figura como sumergido en meditación profunda, con su mujer e hijos o también como el Natarash (el 'rey de la danza o del baile)

## Posición dentro del hinduismo

### Shivaísmo

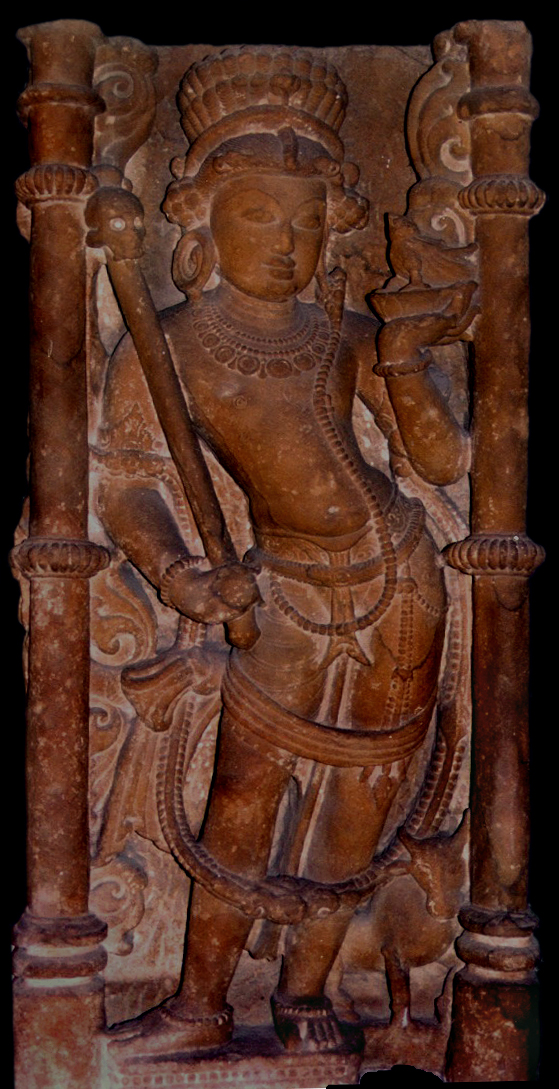
Shiva Lakulisha, arte de la era gupta, Museo Nacional, en Nueva Delhi.

En el shivaísmo (o religión saiva o saivita) la deidad principal es Shiva-Rudra, y en la que Brahmá y Visnú son considerados dioses menores.
En la religión védica más antigua, la única deidad destructora era Rudra (‘terrible’), pero posteriormente en el hinduismo se volvió usual darle a ese dios el nombre eufemístico de Shiva, ‘auspicioso’ (así como en Grecia a las Furias se las terminó llamando Euménides, ‘las Benévolas’).
En su calidad de destructor, a veces se le llama Kāla (‘negro’), y es entonces identificado como la representación del tiempo, aunque su función destructiva activa es entonces asignada a su esposa bajo el nombre de Kali. 
La representación suprema de Shivá, relacionada con el origen del universo y como la representación de la realidad última (el corazón universal), se le conoce como Paramashiva.
Como deidad de la reproducción (concomitante a la destrucción), el símbolo de Shiva es un monolito de piedra o de mármol llamado lingam.
Originalmente había doce shiva-lingas, siendo los más conocidos los de Somanatha (en Guyarat), Maja-Kala (en Uyain) y Shiva o Viswéswara (en Benarés).
A finales del siglo XIX, en India se estimaba que había más de 30 millones de lingas.
Shiva tiene tres ojos, uno de los cuales está en medio de su frente (denotando principalmente su capacidad de estar inmerso en el plano espiritual y su realización como el primer yogui; además, los tres ojos quizás también representen las tres divisiones del tiempo: pasado, presente y futuro), su piel es de color azul grisáceo (cubierta de cenizas).
Una luna en cuarto creciente situada sobre su frente representa la división del tiempo en meses, una serpiente alrededor de su cuello representa la división en años y un collar de calaveras la sucesiva extinción y generación de las razas de la humanidad.
Se cree que cuando el materialismo y las construcciones mentales en el hombre asfixian a las percepciones sutiles, Shiva puede enseñar las tres fuentes del conocimiento y de la realización:
- samkhia: la cosmología que explica la estructura del mundo.
- yoga: el dominio del hombre sutil por medio de la introspección.
- tantra: ritos y prácticas iniciáticos y mágicos por medio de los cuales el hombre puede entrar en contacto con la naturaleza secreta de las cosas. Es el vínculo entre el sāṃkhya y el yoga.

### Visnuismo
La literatura Vaishnava (orientada a Vishnu) reconoce y discute a Shiva. Al igual que la literatura Shaiva, que presenta a Shiva como supremo, la literatura Vaishnava presenta a Vishnu como supremo. Sin embargo, ambas tradiciones son pluralistas y veneran tanto a Shiva como a Vishnu (junto con Devi). Sus textos no muestran exclusivismo, y los textos Vaishnava como el Bhagavata Purana mientras alaban a Krishna como la Realidad Última, también presentan a Shiva y Shakti como una forma personalizada y equivalente a la misma Realidad Última. Los textos de la tradición Shaivista alaban igualmente a Vishnu. El Skanda Purana, por ejemplo, afirma:
Vishnu no es otro que Shiva, y aquel que es llamado Shiva no es sino idéntico a Vishnu.

- Skanda Purana, 1.8.20-21
Ambas tradiciones incluyen leyendas sobre quién es superior, sobre Shiva rindiendo homenaje a Vishnu o Vishnu rindiendo homenaje a Shiva. Sin embargo, en textos y obras de arte de ambas tradiciones, los saludos mutuos son un simbolismo de complementariedad. El Mahabharata declara que la inmutable Realidad Última (Brahman) es idéntica a Shiva y a Vishnu, que Vishnu es la manifestación más elevada de Shiva o que Shiva es la manifestación más elevada de Vishnu.

### Shaktismo

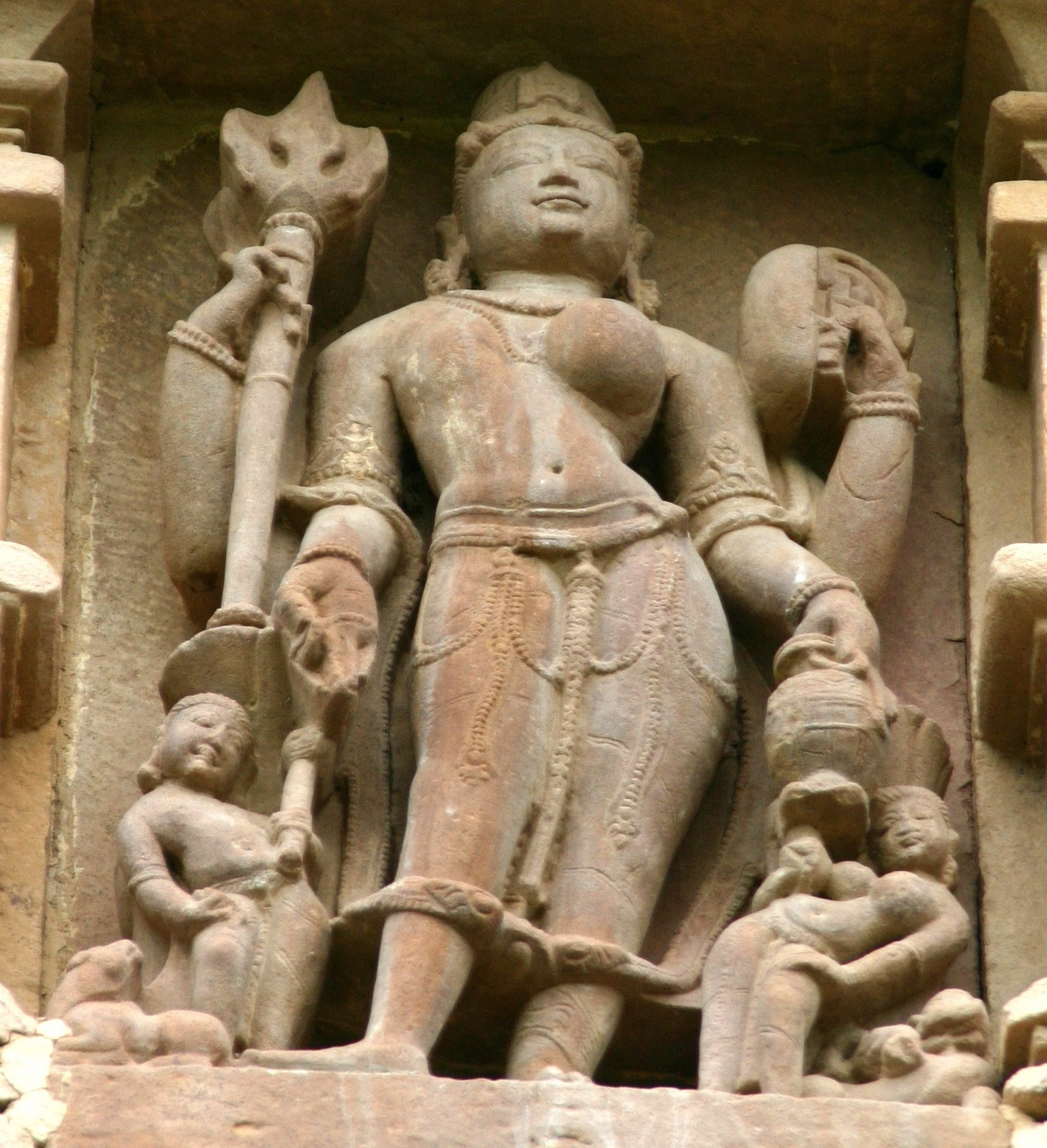
Escultura ardhanarishvara, en Khajuraho, que representa a Shiva con la diosa Parvati como su mitad igual. En el concepto de Ardhanarisvara, el icono se presenta como mitad hombre y mitad mujer.

La tradición Shakti del hinduismo, centrada en la diosa, se basa en la premisa de que el Principio Supremo y la Realidad Última llamada Brahman es femenina (Deví),pero trata al varón como su pareja igual y complementaria.Esta pareja es Shiva.
La evidencia más temprana de la tradición de reverencia a lo femenino en el contexto Rudra-Shiva se encuentra en la escritura hindú Rigveda, en un himno llamado Devi Sukta..
El Devi Upanishad, en su explicación de la teología del Shaktismo, menciona y alaba a Shiva como en su verso 19.Shiva, junto con Vishnu, es un dios venerado en el Devi Mahatmya, un texto del Shaktismo considerado por la tradición tan importante como el Bhagavad Gita. El concepto de Ardhanarisvara mezcla al dios Shiva y a la diosa Shakti al presentar un icono que es mitad hombre y mitad mujer, una representación y un tema de unión que se encuentra en muchos textos y templos hindúes.

## Principales mitos de Shiva
Cuando los dioses batieron el océano de leche para generar el néctar que los volvería inmortales, lo primero que se produjo fue el veneno, que podía destruir el mundo. Shiva se lo bebió para salvar a todos los seres del mundo, por eso su garganta adoptó un color azul y él fue llamado Nila Kantha (‘cuello azul’), y también fue llamado Loka Naiaki (salvador del mundo).
Es el creador de Virabhadra una forma extremadamente feroz y temible del dios hindú Shiva, creado por la ira de Shiva después de que Satí —hija de Daksa y consorte de Shiva— se inmoló en el fuego del yajña (sacrificio de fuego) realizado por Daksha.
Sus sirvientes se llaman pramathas (‘atormentadores’) y son considerados seres sobrenaturales, quienes forman tropas (gana), cuyo líder es el hijo de Shiva: Ganesha (‘señor de las tropas’) o Ganapati (‘líder de las tropas’), representado como un muchacho regordete con cabeza de elefante.

## Familia

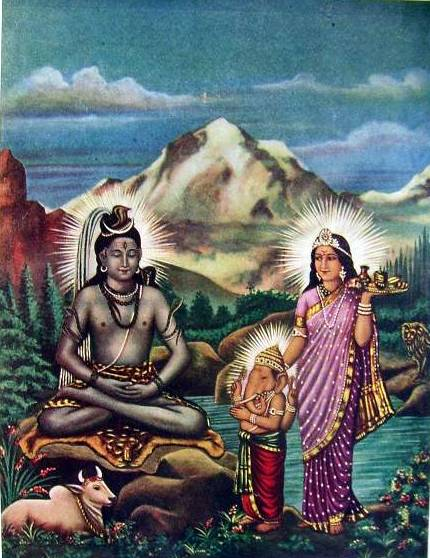
La diosa Parvati y el dios Ganesha visitan al dios Shiva mientras este medita en el bosque.

Su esposa Satí es el objeto de adoración de los shaktas y los tántricos.
Recibe muchos nombres:
- Dakshayani: ‘hija de Daksha’
- Durga: ‘cárcel’ (literalmente dur-gā, ‘difícil de escaparse’).
- Kali: ‘negra’
- Gauri: ‘dorada’
- Uma: ‘lino’ (o ¡u ma!, que en sánscrito significa ‘¡uh, no [hagas austeridades]!’).
- Bhavani.

Cuando su padre Daksha insultó a su esposo ausente en una festividad religiosa, Satí se suicidó.
Shiva se volvió a casar con Parvati (‘del monte Parvata’), diciendo que ella era la reencarnación de Satí.
Tiene tres hijos:
- Ayappa (generado con la diosa Mojini, que es una encarnación femenina del dios varón Visnú), luego de la muerte del demonio Bhaumasura.
- Kārtikeyan o Skanda (dios de la guerra).
- Ganesha.

Shiva también es adorado como un gran asceta. Existe un mito acerca de que en una ocasión quemó con su tercer ojo a Kama (‘deseo erótico’, siendo los Kamasutras sus aforismos), el alado dios del amor, quien ―mientras Shiva estaba dedicado a una severa meditación― le había disparado sus flechas de flores para hacerle enamorar de quien terminaría siendo su segunda esposa, Parvati. Desde entonces a Kámadeva se le conoce como An-anga (‘sin-forma’, incorpóreo).
Las escrituras de los shivaístas dicen que con la mirada ardiente de su tercer ojo quema el universo, incluidos a Brahmá y a Visnú, y se unta sus cenizas mortuorias por todo el cuerpo.
Por eso los adoradores de Shiva se cubren de cenizas.
También usan cuentas de semillas de rudrāksha (‘ojos de Rudra’), las cuales dicen que surgieron al caer lágrimas de los ojos de Shiva o Rudra, cuando iba a destruir Tripura (las ‘tres ciudades’ de los asuras o demonios).

## Actual residencia
La paradisíaca residencia de Shiva, según los hinduistas, se encuentra en el monte Kailash, al noroeste de China.

## Otros nombres de Shiva

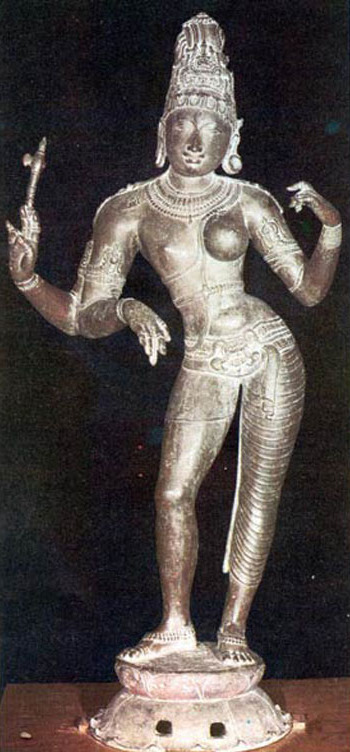
Ardha Narīshuar (ardha: ‘mitad’, narī: ‘mujer’, īśwara: ‘controlador’), manifestación como mitad Parvati, mitad Shiva.

En el capítulo 69 del Shiva Purana y en el capítulo 17 del Anushasana Parva del Mahābhārata se nombran 1008 nombres de Shiva, siendo los más conocidos:
- Hara: ‘destructor’
- Īśa: ‘señor’
- Īśvara: ‘el señor mejor’
- Kedaranath: ‘señor del rey Kedara’
- Mahādeva: ‘gran-dios’
- Mahéshvara: ‘el gran señor mejor’
- Rudra: ‘terrible’
- Samba
- Śambhú: ‘dador de felicidad’
- Śankara: ‘causa de felicidad’

## Artefactos y atributos de Shiva
En una de sus cuatro manos sostiene un tri-shula o tridente. Los shivaístas creen que denota su combinación de los tres atributos de Creador, Destructor y Regenerador. También sostiene un tamborcito damaru (con forma de reloj de arena).
Tiene varias serpientes enroscadas en sus brazos, su cabello está enredado en varias matas sobre su cabeza y forma un rodete en punta sobre la frente.
Encima de este hueco se ve el rebote y la materialización del río Ganges (la madre Ganga, ‘la Rápida’ o literalmente ga-n-gā ‘va y va’), a quien él intercepta en su eterna caída invisible desde el cielo (en Gangotri, un glaciar de los montes Hima-alaya o ‘morada del hielo’) para evitar que hundiera a la Tierra por su fuerza.
- El tercer ojo: el tercer ojo de Shiva en su frente es el ojo de la sabiduría, conocido como bindi. Es el ojo que ve más allá de lo evidente. En consecuencia, a Shiva se lo conoce como Tri-netri-īshwara (‘señor de los tres ojos’). El tercer ojo de Shiva es comúnmente asociado con su energía salvaje que destruye a los malhechores y los pecados.
- El collar de la cobra: el dios Shiva está más allá de los poderes de la muerte. Ingirió el veneno kalketu para el bienestar del universo. Para no ser herido por este veneno, se dice que su consorte Parvati ató una cobra a su cuello. Esto retuvo el veneno en su garganta y, por consiguiente, la tornó azul. De ahí su nombre Nīla-kantha (‘garganta azul’). La peligrosa cobra representa a la muerte, que Shiva ha conquistado completamente. Shiva también es conocido como Nageśwara (‘señor de las serpientes’). Las cobras alrededor de su cuello también representan la energía dormida y yaciente, Kundalinī.
- Media luna: Shiva lleva en su frente la luna en su quinto día (panchami). Está ubicada cerca del tercer ojo y demuestra el poder del Soma (la ofrenda sacrificial, que representa a la Luna). Significa que Shiva posee el poder de la procreación junto con el poder de la destrucción. La Luna también es una medida de tiempo, por consiguiente también representa su control sobre el tiempo. Shiva entonces es conocido por los nombres de Somasúndara (Soma: ‘dios de la Luna’; súndara: ‘hermoso’) y Chandrashekara (chandra: ‘luna’; śekhara: ‘corona’). Refiere también al símbolo de su montura, un toro.
- Cabello enmarañado (jata): el ondeo de su cabello lo representa como el dios del viento, o Vaiu, que es la forma sutil de aliento presente en todas las formas vivientes. Por consiguiente, es Shiva como la línea vital de todos los seres vivos. Él es Pashupatinath.
- El río Ganges: el sagrado río fluye desde el cabello de Shiva. El rey BhaguiRatha pidió a la madre Ganga que descendiera en este planeta para que purificara sus pecados y los de los humanos. El dios Shiva ofreció su enmarañado cabello para detener su caída desde los planetas celestiales. El flujo del agua es uno de los cinco elementos que componen el universo y desde el cual la Tierra nace. El Ganges también representa fertilidad y el aspecto creativo de Rudra.
- El tambor: el sonido del damaru en la mano de Shiva es el origen de la palabra universal que da origen a todo lenguaje y expresión.
- Vibhuti: se trata de las tres líneas de ceniza dibujadas en la frente y representa la esencia de nuestro ser, que permanece aún después de los malas (impurezas de la ignorancia, el ego y la acción) y vasanas (gustos y disgustos, apego al cuerpo, al mundo, a la fama, los entretenimientos mundanos, etc.) han sido quemadas en el fuego del conocimiento. El vibhuti es reverenciado como la forma de Shiva y simboliza la inmortalidad del alma y la gloria manifiesta del dios.
- Ceniza: Shiva cubre su cuerpo con bhasma (ceniza de crematorio) que señala la filosofía de la vida y la muerte y el hecho de que la muerte es la realidad última de la vida.
- Piel de tigre: el tigre es el vehículo de Shaktí, la diosa del poder y la fuerza. Shiva está más allá y por encima de cualquier tipo de fuerza. Es el señor de Śakti. La piel de tigre simboliza la victoria sobre toda fuerza. Sentado sobre la misma, Shiva enseña que ha conquistado el deseo.
- El elefante y la piel del venado: Shiva también viste con la piel de un elefante. Los elefantes simbolizan el orgullo. Vestir su piel simboliza la conquista del orgullo. Similarmente, el venado simboliza el saltar de la mente, su parpadeo. Vistiendo la piel del venado simboliza que ha controlado la mente a la perfección.
- Rudraksa: Shiva viste bandas en sus muñecas de madera de rudraksha (‘ojos de Rudra’), a la que se le atribuye poderes medicinales.
- El tridente: el trishula simboliza las tres funciones de la tríada: la creación, el mantenimiento y la destrucción. El tridente en la mano de Shiva indica que todos los tres aspectos están bajo su control. Se dice que la antigua ciudad de Kashi (actual Benarés), queda justo sobre el trishul. Como un arma el tridente representa el instrumento de castigo al malhechor en los tres planos: espiritual, mental y físico. Otra interpretación del tridente es que representa el pasado, el presente y el futuro. El tridente en la mano de Rudra indica su control sobre el tiempo.

## Otras formas y tradiciones

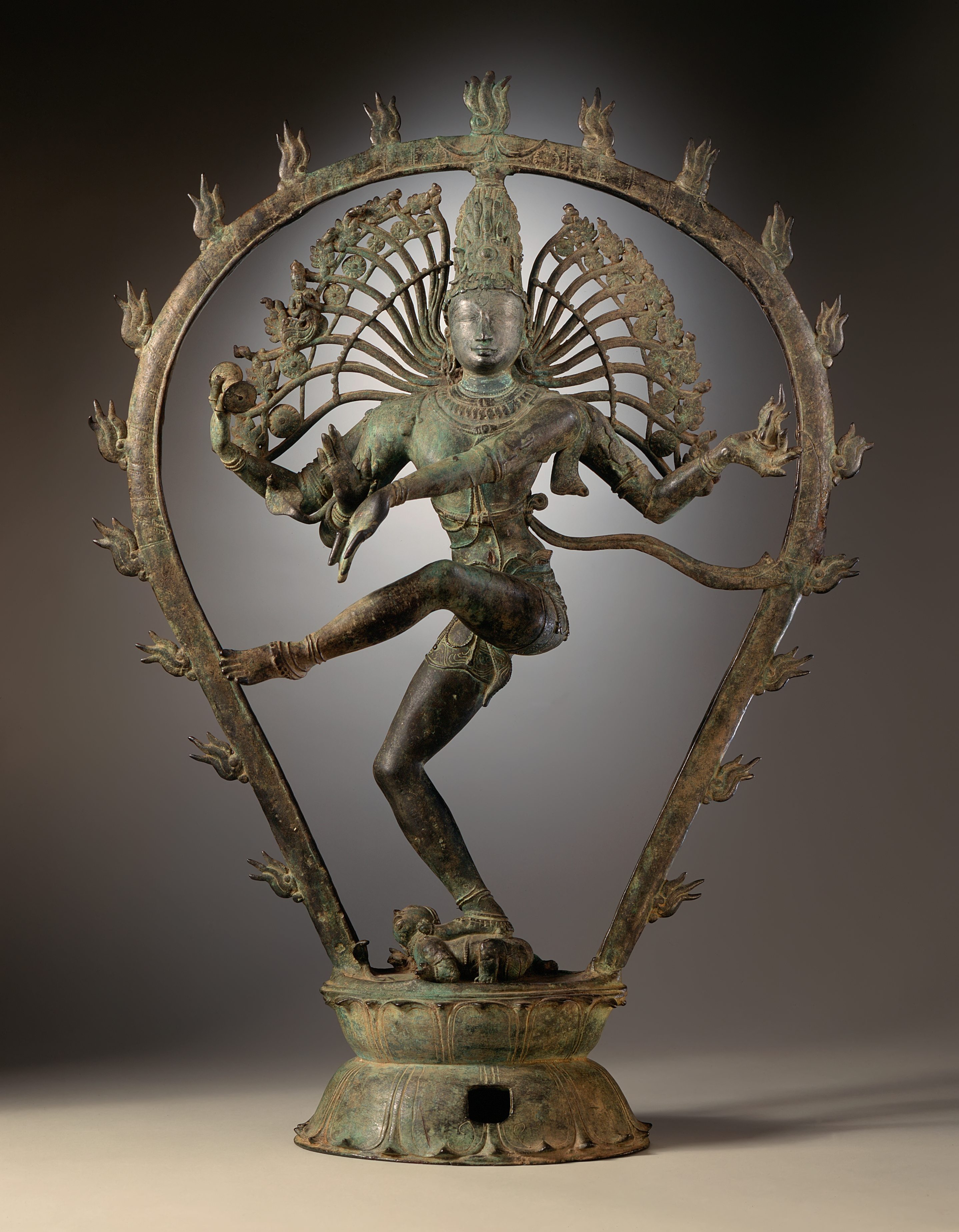
Shiva representado como Natarásh (‘rey de la danza’), una de sus representaciones más conocidas en Occidente.

El escritor Adi Shankara (788-820) interpreta el nombre de Shiva como ‘puro’ o ‘aquel que purifica a todos mediante la mención de su nombre’.
Esto es, Shiva no es afectado por las tres gunas (características) de prakriti (materia):
sattva (bondad),
rayas (pasión) y
tamas (oscuridad).
Adicionalmente, Shiva también significa ‘favorable’o ‘bueno’.
Frecuentemente se representa como el esposo de Uma o Parvati.
En el proceso de manifestación, Shiva es la conciencia primitiva y crea a los otros miembros del trimurti.
Es simbolizado por la sabiduría de la serpiente.
Tiene muchos otros nombres, por ejemplo, Shankará (‘causante de prosperidad’) y Mahadeva (‘gran dios’).
Shiva le dio su hacha (paraśu) a Parashurama, avatar de Visnú y discípulo de Dattatreya (encarnación combinada de Brahmá, Visnú y Shiva).
El gran arco de Shiva se llama Pinaka y, por consiguiente, él es llamado Pinaki.
La mayoría de las representaciones de Shiva muestra el Tridente, otra de sus armas, en el fondo.
También es conocido por haber entregado a Pandava Arjuna el arma divina Pashupata, bajo la condición de usarla únicamente contra alguien de fuerzas iguales o, de otra manera, el arma habría de destruir al reino mortal.
Según los adoradores de la diosa Kali, esta nació cuando Shiva miró dentro de sí mismo.
Ella es considerada como su reflejo, la divina Adi-shakti o energía primordial mientras que él es el Señor Supremo carente de forma, tiempo y espacio.
En otra versión, Kali fue a destruir los asuras que atacaban Suarga, pero se llenó de ira y los destruía de tal manera que puso en peligro el balance natural entre bien y mal que permite la creación.
Para calmarla, Shiva se acostó en el suelo a su paso.
Cuando ella lo pisó, lo miró y se dio cuenta de a quién había pisado, dándose cuenta de sus acciones y, avergozada por sus actos, se mordió la lengua.
Como Natarásh (‘rey del baile’) en la cosmología hindú, Shiva simboliza el baile del universo, con todos sus cuerpos celestiales y leyes naturales complementándose y balanceando el uno al otro.
A veces, también se simboliza haciendo su danza de la destrucción, tandava, en el momento del pralaia (disolución del universo, al final de cada kalpa).
Algunos hindúes, especialmente los smarta (seguidores de las regulaciones smriti), creen que Shiva es una de las muchas formas del atman o el Brahman, mientras que los visnuistas lo ven como una forma emanada de Visnú; en cambio los shivaístas lo ven como  la deidad principal y el verdadero Dios del cual todas las demás deidades y principales emanaron. Esta visión está usualmente relacionada con los grupos bhakti (devocionales) del shivaísmo.
Aun cuando está definido como el destructor en su aspecto Rudra, Shiva es el dios más benevolente. Uno de sus nombres es Ashutosh, aquel a quien es fácil complacer (āśu: ‘rápido’; tosha: ‘satisfacción’). Sus devotos creen que el dios Shiva puede dar muchas bendiciones (tanto materiales como espirituales) a cambio de poco.
Shiva es la realidad última de la felicidad y el éxtasis y todo se completa en él. Shiva está más allá de la descripción, de la manifestación, limitación de la forma, tiempo o espacio. Es eterno, infinito y siempre permanece, todo lo conoce y es omnipotente.
Según los Puranas que lo glorifican a él por encima de otros dioses, Shiva es el dios que Rama (encarnación de Visnú) adoró en Rameswaram.
También el dios Krisna (encarnación de Visnú) lo adoró para tener un hijo que fuera un guerrero invencible. El buen dios Shiva respondió las plegarias de Krisna y lo bendijo con un hijo. Krisna llamó a este hijo Samba, en honor a Shiva.
Otras encarnaciones de Shiva son el colérico sabio Durvasa; y la criatura Sharabha (representada como una criatura mitad león y mitad ave).

## Adoración de Shiva fuera del hinduismo

### Sintoísmo
En Japón, en donde muchas deidades hindúes son adoradas por la relación que estas dos naciones mantuvieron, Shiva es conocido como Shiba y Daikoku (que significa ‘negro’, pues el señor Shiva está cubierto por cenizas de los cadáveres cremados y se le llama Kala o Kali).

## Avatares de Shiva

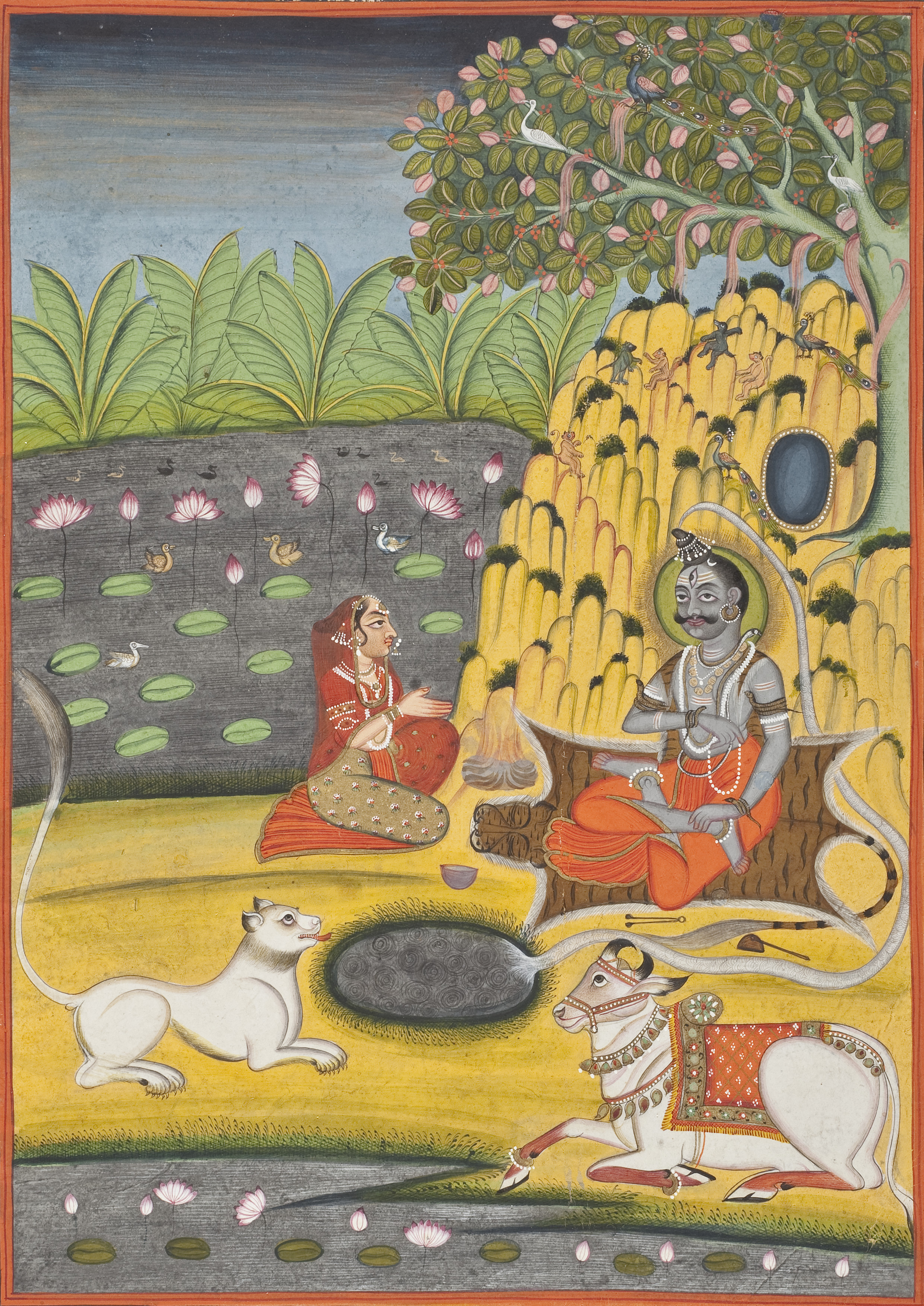
La diosa Parvati adora al señor Shiva (1750-1800), acuarela opaca, oro y plata sobre papel, en Datia (Madhya Pradesh, India).

- Agastia. Algunos[45] proponen que este rishi (sabio) védico era una encarnación del señor Shiva. Se dice[46][47] que este rishi inició la veneración de Shiva en el sur de la India.

- Agni. En el Majabhárata se dice que el señor Agni es un avatar de Shiva.

- Ardhanaríshwara: ‘mitad Shiva, mitad Parvati’ (siendo ardha: ‘mitad’, narī: ‘mujer’, femenino de nara ‘hombre’; īshuara: ‘señor’), encarnación combinada de los esposos.

- Asta Murti: ‘que tiene ocho formas’[48]

- Bhairava: otra forma similar a la Kali de Durga.

- Durvasa, un mítico sabio célibe y colérico, quien declaraba que no podía controlar su ira debido a que era una encarnación del iracundo Rudra.

- Indra. Se dice que el señor Shiva es el mismo Indra. Los Pauravas son héroes del Rig-veda (el texto más antiguo de la India, de mediados del II milenio a. C.) y su señor era Indra. En el Rig-veda, el señor Indra se llama a sí mismo Shiva en muchas ocasiones (2.20.3, 6.45.17, 8.93.3). Ambos son dioses relacionados con la planta psicotrópica soma.

- Jánuman. En el Jánuman-chalisa y en el Shiva-purana se dice que Śrī Jánuman (el antropoide devoto del señor Rama) es una encarnación de Shiva.

- Lingam: al señor Shiva se lo venera en la forma del Shivling (falo de Shiva) porque es un yogui que niega su cuerpo y su sexualidad.[cita requerida] El símbolo de los Purus era este falo.

- Shankar (788-820): maestro que inició la doctrina vedanta (una de las seis dárshanas) y restauró el brahmanismo, contra el pacifismo budista. En varios textos él declaraba ser una encarnación de Shiva (esta forma de autopropaganda es utilizada aún hoy en la India). Aunque Shankar creía en el nirguna Brahman (Dios sin ningún atributo), aun así veneraba a Shiva.

- Subrahmanya (सुब्रह्मण्य),[49] que significa ‘el que es favorable a los sacerdotes’, siendo su: ‘muy’; y brahmanya: ‘amistoso con los brahmanes’.[50]